# Caçadora (DC Comics)
Caçadora refere-se a várias personagens fictícias de quadrinhos da editora DC Comics. Esse nome já foi utilizado por três personagens diferentes, sendo elas: Paula Brooks, Helena Wayne e Helena Bertinelli.

## Paula Brooks
Na Era de Ouro, Caçadora era uma super-vilã, cujo nome real era Paula Brooks que lutou com o super-herói Pantera, sua primeira aparição foi em Sensation Comics #68.
Depois ela foi renomeada para Tigresa nas páginas de Young All-Stars. Estas histórias antecederam sua carreira de vilã. Neste momento, a jovem Paula Brooks era uma super-heroína, e lutou contra os nazistas e criminosos como membro de Young All-Stars.

## Helena Wayne
- Nome Verdadeiro: Helena Wayne.
- Base de operações: Gotham City.
- Afiliações: Corporação Infinito, Sociedade da Justiça.
- Estado Civil: Solteira.
- Primeira aparição: All-Star Comics #69 (dezembro de 1977).

A Caçadora da Era de Prata era Helena Wayne, a filha de Batman e Mulher-Gato, ambos da Terra 2. A primeira aparição de Helena foi em All-Star Comics #69 (dezembro, 1977) e DC Super-Stars #17, que saiu no mesmo mês e revelou sua origem. Esta Caçadora foi destruída pelos Demônios da Sombra do Anti-Monitor em Crise nas Infinitas Terras, e teve sua existência apagada da continuidade do Universo DC. Porém em Batman & Superman Novos 52 ela reapareceu aparecendo em um mundo paralelo. Foi revelado que o mundo dela foi atacado por Darkseid e ela não sabe o que aconteceu a os outros heróis, mas suspeita que a maior parte deles morreram lutando, incluindo seu pai Batman e o Superman também .

## Helena Bertinelli
- Nome Verdadeiro: Helena Rosa Bertinelli.
- Ocupação: Ex-Professora de inglês.
- Base de operações: Gotham City.
- Afiliações: Aves de Rapina.
- Estado Civil: Namorando. (Questão)
- Primeira aparição: Huntress #01 (abril de 1989).

A Caçadora da Era moderna é Helena Rosa Bertinelli que foi a última sobrevivente do ataque à família Bertinelli quando, aos oito anos, presenciou a morte de sua família, pela mão do assassino Omerta, a comando de Mandragora. Após o incidente, foi mandada para a Sicília, para viver com seus primos, os Asaros, uma família de assassinos. Jurando vingança, seu primo Sal ensinou Helena a lutar e também a usar uma grande variedade de armas. Logo após seu primo e seu tio serem mortos pela máfia, ela foi mandada a Suíça, e jurou terminar com as guerras no submundo, incluindo a máfia.
Com 16 anos, foi à Gotham para participar de uma festa de seu tio materno, Tomaso Panessa (que tinha envolvimento com a máfia), e teve seu primeiro encontro com Batman, entrando na festa e espalhando medo pelos seus detestados parentes. Planejando seguir carreira como uma justiceira, logo entrou em uma faculdade onde estudou a máfia. Quando se formou, voltou à Gotham para se tornar a Caçadora.
Anos depois foi descoberta pelo seu pai verdadeiro, Santo Cassamento (que teve um caso com sua mãe, Maria), e foi ameaçada de ter sua identidade revelada para máfia caso não trabalhasse para ele. Como sua única saída, ela contou ao seu tio Tomaso que ele havia sido responsável pela morte de sua mãe e pediu para que ele matasse Cassamento.
Nos anos seguintes, Batman não a aceitou por considerar seus métodos muito imprevisíveis e violentos. Ao contrário de Batman, Dick Grayson (Robin) acabou tendo um relacionamento com Helena durante uma missão contra a máfia, o que no final das contas ela confessou que o seduziu para entrar no "bat-clube". Hoje, cada um continua sua vida, Robin ainda gosta dela como amiga. Mais tarde, eles se juntaram de novo com os Renegados, em que Grayson comandava a equipe. Sua passagem pela equipe foi temporária e se passou durante o período em que Arsenal estava se recuperando de tiros que recebeu, em atuação de campo, com a equipe.
Batman reuniu a Caçadora com a Liga Da Justiça para ficar de olho nela, porém ela foi expulsa por quase "cruzar a linha", tentando matar um vilão. Logo após isso um terremoto destruiu Gotham e o governo declarou Gotham como uma "Terra de Ninguém". Nessa fase, Helena assumiu o manto de Batgirl descobrindo que eles a temiam mais do que quando era a Caçadora.
Quando Batman retornou, ele a informou que se ela lhe falhasse, teria de desistir do manto de Batgirl. Mais tarde, quando sozinha não pode impedir Duas-Caras e sua gangue quando Batman estava inconsciente, ele a responsabilizou e a fez desistir de ser Batgirl.
Mais tarde, no final da saga da Terra de Ninguém, Caçadora acabou sendo baleada pelo Coringa tentando impedi-lo de seqüestrar e matar crianças recém-nascidas, assim recebeu algum respeito de Batman.
Atualmente, integra as Aves de Rapina, grupo formado por Oráculo. O início da sua relação com a equipe ocorreu ao responder a um pedido de ajuda de Bárbara Gordon, para socorrer, Dinah Lance, a Canário Negro, que havia sido seqüestrada por Savage, a fim de descobrir a identidade da Batman. Mais tarde se afiliou ao grupo, combatendo o crime com Canário e, com a ajuda da Oráculo, elas deixaram o passado em Gotham para trás, mudando sua base de operações e adicionando um novo membro, Zinda Blake a Lady Falcão Negro.
Em outra versão Helena, torna-se vigilante após Oliver Queen (Arqueiro Verde). Encontrá-la durante uma missão para deter mafiosos.
Helena, tem o noivo morto pelo próprio pai após ele liberar informações da Máfia para o FBI.
Corrompida pelo rancor, a mulher então sai pelas ruas, com uma máscara, matando comparsas de sua pai para matá-lo e obter vingança.
Durante uma tempo Oliver ajuda Helena na procura por seu pai, pois ele fazia parte de uma lista de pessoas que Oliver queria deter.
O milionário herdeiro da fortuna Queen, Oliver, deu para Helena uma roupa de couro roxa e uma besta característica de seu uniforme e a nomeia de Caçadora.
Quando finalmente Caçadora tem a chance de matar seu pai. Ricardito, (ou Arsenal) acaba matando ele no lugar dela.
Mais tarde, Oliver confessa q foi ordem dele pois se ela o matasse seria um caminho sem volta

## Em outras mídias

### Televisão
O especial de 1979 Legends of the Superheroes tem a primeira aparição da Caçadora fora dos quadrinhos, interpretada por Barbara Joyce.
A personagem foi uma das heroínas protagonistas da série Birds of Prey, interpretada pela atriz Ashley Scott.
Na série (nomeada no Brasil de Mulher Gato), Helena Kyle, filha de Bruce e Selina, atuava como Caçadora, mas nunca chegou a usar máscaras. Ela fazia parceria junto de Dinah Lance, a Canário Negro e Barbara Gordon, presa em uma cadeira de rodas depois de ser alvejada pelo Coringa.
Em 2012, a Caçadora (Helena Bertinelli) foi interpretada pela atriz Jessica De Gouw, na série da CW Arrow.
Helena Bertinelli aparece como Caçadora nas animações Justice League Unlimited e  Batman: The Brave and the Bold.

### Filme
Mary Elizabeth Winstead interpreta Helena Bertinelli em Aves de Rapina, filme do Universo Estendido DC lançado em 2020. Nele, após presenciar o massacre de sua família e ser adotada por um mafioso que a levou para a Itália, Helena passa por extenso treinamento de combate para se tornar a Caçadora, que eventualmente volta para Gotham para matar os responsáveis usando uma besta.

## Jogos
Helena Bertinelli é uma personagem jogável em Lego Batman: The Video Game, DC Universe Online, Lego Batman 2: DC Super Heroes, Lego Batman 3: Beyond Gotham e Lego DC Super-Villains.